# Omphalanthus filiformis
Omphalanthus filiformis är en bladmossart som först beskrevs av Olof Swartz, och fick sitt nu gällande namn av Christian Gottfried Daniel Nees von Esenbeck. Omphalanthus filiformis ingår i släktet Omphalanthus och familjen Lejeuneaceae. Inga underarter finns listade i Catalogue of Life.